# Stefan Lüth
Stefan Lüth (* 2. März 1966 in Eutin) ist ein Generalmajor der Luftwaffe der Bundeswehr und Amtschef des Planungsamtes der Bundeswehr.

## Militärische Laufbahn

### Ausbildung und erste Verwendungen
Stefan Lüth trat am 1. Juli 1985 als Wehrpflichtiger beim Luftwaffenausbildungsregiment 5 in Essen in die Bundeswehr ein und ging nach seiner Grundausbildung als Fechter in die Sportfördergruppe in Köln. 1986 folgte der Offizierlehrgang an der Offizierschule der Luftwaffe in Fürstenfeldbruck und von 1987 bis 1991 das Studium der Wirtschafts- und Organisationswissenschaften an der Universität der Bundeswehr in Hamburg. Danach wurde Lüth im Luftwaffenunterstützungskommando im Bereich der Materialbewirtschaftungsverfahren sowie Daten- und Funktionsmodellierung in Köln eingesetzt. Von 1995 bis 1998 war Lüth Staffelchef der Nachschubstaffel im Jagdbombergeschwader 34 „Allgäu“ in Memmingen. Von 1998 bis 2000 schloss sich die Generalstabsausbildung an der Führungsakademie der Bundeswehr in Hamburg an.

### Dienst als Stabsoffizier
Von 2000 bis 2002 war Lüth Generalstabsoffizier für Logistik in der Abteilung Weiterentwicklung der Luftwaffe beim Luftwaffenamt in Köln, danach Referent für Konzeption, Planung und Organisation sowie Wirtschaftlichkeit, Unternehmensbeteiligungen und Controlling im Planungsstab des Bundesministeriums der Verteidigung in Berlin, bevor er in den Führungsstab der Luftwaffe nach Bonn als Referent für Fähigkeits- und Bedarfsanalyse, Projektsteuerung sowie Einsatzbedingten Sofortbedarf wechselte. Von 2006 bis 2009 war er Adjutant des Inspekteurs der Luftwaffe in Bonn. 2009 nahm er am „Senior Course 114“ am NATO Defence College in Rom teil. Es schloss sich ein Truppenkommando als Kommandeur des Luftwaffeninstandhaltungsregiments 2 in Diepholz an; während dieser Zeit war er 2011 zwischenzeitlich als Chief of Staff Joint Monitoring and Coordination Office in der United Nations Mission in Sudan (UNMISS) im südlichen Sudan eingesetzt. Von 2012 bis 2013 arbeitete er im Kommando Luftwaffe in Berlin als Referatsleiter Planung, Konzeption und Weiterentwicklung und von 2013 bis 2015 als Referatsleiter Neuausrichtung im Stab der Abteilung Organisation und Revision im Bundesministerium der Verteidigung in Berlin.

### Dienst als General
Von Februar bis Juni 2015 übernahm Lüth das Amt des stellvertretenden Kommandeurs des Kommando Unterstützungsverbände Luftwaffe und Kommandeur Logistikverbände. Auf diesem Dienstposten erhielt er auch die Beförderung zum Brigadegeneral. Ab dem 1. Juli 2015 wurde er Kommandeur Unterstützungsverbände im neu aufgestellten Luftwaffentruppenkommando. Daran schloss sich im Februar 2017 eine Verwendung als stellvertretender Kommandeur des Logistikkommandos der Bundeswehr an. Noch im selben Jahr übernahm er den Dienstposten als Kommandeur der Logistikschule der Bundeswehr. Im Dezember 2018 wurde Lüth Unterabteilungsleiter Führung Streitkräfte II (Unterstützungsaufgaben; Strukturelle Einsatzbereitschaft; Stationierung Bw; Logistik) im Bundesministerium der Verteidigung in Bonn. Im Oktober 2022 wurde er, als Nachfolger von Generalmajor Wilhelm Grün, Chef des Stabes im Kommando Streitkräftebasis. Hiermit verbunden war die Beförderung zum Generalmajor. Im Mai 2023 folgte er Generalmajor André Bodemann als Stellvertretender Inspekteur der Streitkräftebasis nach.
Seit dem 14. Mai 2024 bis März 2025 führte er als Stellvertretender Inspekteur die Streitkräftebasis und ist in dieser Funktion mit der Überführung der Streitkräftebasis in den neuen Unterstützungsbereich beauftragt.
Am 20. März 2025 übernahm er die Führung des Planungsamtes der Bundeswehr von Generalmajor Wolfgang Gäbelein.

### Einsätze
- 2011 UNMISS Chief of Staff Joint Monitoring and Coordination Office, Sudan

## Privates
Stefan Lüth ist verheiratet und hat zwei Kinder.